# سوما یوشی‌تانه (۱۶۳۵-۱۵۴۸)
سوما یوشی‌تانه (به ژاپنی: 相馬義胤 Sōma Yoshitane); ۱ ژانویهٔ ۱۵۴۸ – ۲۵ دسامبر ۱۶۳۵) سامورایی در قرن شانزدهم و رهبر خاندان سوما در دوره سنگوکو اهل ژاپن بود.